# Loi du 26 janvier 2024 pour contrôler l'immigration, améliorer l'intégration
Lire en ligne

Loi n° 2024-42 du 26 janvier 2024 pour contrôler l'immigration, améliorer l'intégration

Loi du 10 septembre 2018 pour une immigration maîtrisée, un droit d'asile effectif et une intégration réussie
La loi du 26 janvier 2024 pour contrôler l'immigration, améliorer l'intégration est une loi française communément appelée « loi asile et immigration », annoncée par Gérald Darmanin au début du second quinquennat du président de la République Emmanuel Macron en juin 2022, et négociée sous le gouvernement d'Élisabeth Borne.
Le principal objectif est d’intensifier les éloignements d’étrangers en situation irrégulière. Le projet inclut une réforme du système d’asile pour accélérer l’examen des demandes, et une mesure en faveur de l’intégration : la création d’un titre de séjour d'une durée d’un an pour les travailleurs dans des métiers en peine de main-d’œuvre. Darmanin le résume par la formule « être méchants avec les méchants et gentils avec les gentils ».
La droite reproche au projet de favoriser la régularisation des travailleurs étrangers en situation irrégulière, la gauche dénonce une loi répressive. La Défenseure des droits considère que c'est une loi inefficace qui instrumentalise le droit au séjour et « bafoue la dignité et l’égalité ». Des associations (comme Amnesty International, la Cimade, le GISTI, Médecins sans frontières, Médecins du Monde et le Secours catholique) y sont également opposées. Le patronat est divisé sur la question de la régularisation des travailleurs dans les métiers en tension, mais le président du Medef insiste sur le besoin « massif » de main-d’œuvre étrangère.
L'examen du projet décrié est chaotique : il est repoussé une première fois en août 2022, après que le gouvernement a été privé de majorité absolue au parlement, puis ajourné en mars 2023, au lendemain du vote de la loi sur les retraites, faute de majorité pour voter un tel texte. Il devient ensuite l'objet de négociations entre le gouvernement et Les Républicains, qui tentent de durcir le texte, et d'une surenchère de la droite unie au Rassemblement national, tandis que la NUPES est en retrait. Le projet de loi est relancé, dans une logique de surenchère sécuritaire, après l'attentat d'Arras en octobre 2023. Le texte proposé par le gouvernement est durci par les sénateurs, mais son examen est ensuite interrompu à l'Assemblée nationale par l'adoption d'une motion de rejet préalable. La commission mixte paritaire qui prend le relai valide l'essentiel du texte durci par le Sénat, principalement répressif. La droite et l'extrême droite sont victorieuses et la majorité se fracture après l'adoption du texte le 19 décembre 2023. Le camp présidentiel défend le texte tout en espérant une censure partielle par le Conseil constitutionnel. Celui-ci remise en effet plus d'un tiers des articles, considérés comme des cavaliers législatifs : les dispositions censurées concernant les prestations sociales, le regroupement familial, les titres de séjour pour les étudiants ou pour des motifs de santé, la remise en question du droit du sol, le rétablissement du délit de séjour irrégulier, etc.
Le texte final, promulgué le 26 janvier 2024, est plus fourni que celui proposé par le gouvernement mais conserve sa structure initiale, avec un large volet sur les procédures d'expulsion, une réforme de la procédure de demande d'asile, et, jusqu'à fin 2026, un nouveau titre de séjour pour les travailleurs des métiers en tension, dont la mise en place en 2024 s'avère laborieuse. La liste desdits métiers en tension n'est publiée qu'en mai 2025. La CNCDH émet de vives critiques sur cette loi dans un avis rendu en octobre 2024.

## Contexte
La France vote une loi sur l’immigration tous les deux ans en moyenne depuis 1945, sans compter les ordonnances, arrêtés, circulaires et décrets,,. Le droit des étrangers en France a été réformé 18 fois entre 1996 et 2021, 29 fois depuis 1980 et 117 fois depuis 1945, avec les mêmes objectifs : contrôler les flux, intégrer les personnes, accélérer les procédures, mais sans réussir à contenir la poussée de l’extrême droite. La réforme à l’échelle européenne plutôt que nationale, poussée par Emmanuel Macron lors de la présidence française de l’Union européenne en 2022, se concrétise fin 2023 par un pacte sur la migration et l'asile lui-même décrié,.
Les dispositions précédentes sur l'immigration ont été prises au cours du premier mandat d'Emmanuel Macron en 2018 dans la loi Asile et immigration, dite « loi Collomb », puis dans une nouvelle série de mesures fin 2019 (avec notamment l’instauration pour les demandeurs d’asile d’un délai de carence de trois mois pour accéder à la protection universelle maladie, et la construction de trois nouveaux centres de rétention administrative à Lyon, Bordeaux et Olivet),.

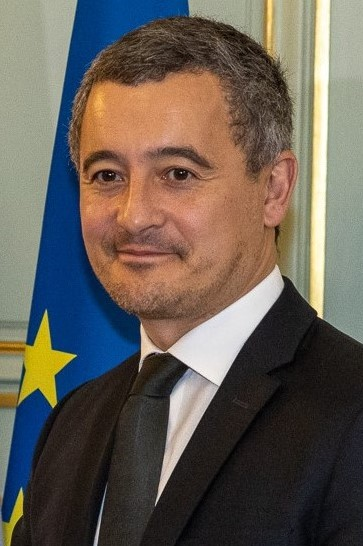
Le ministre de l'intérieur Gérald Darmanin.

Gérald Darmanin annonce un nouveau texte de loi sur l’immigration au lendemain de la réélection d'Emmanuel Macron en juin 2022 : des dispositions législatives devaient être incluses dans le projet de loi d’orientation et de programmation du ministère de l’intérieur (LOPMI) à l'automne. Il veut notamment augmenter le nombre de places en centre de rétention administrative et « une forme de double peine » envers les étrangers délinquants. SOS racisme estime alors qu'une telle loi confirmerait « l’alignement sur les positions de l’extrême droite » de M. Darmanin.
Les résultats des élections législatives obligent le gouvernement à revoir sa stratégie parlementaire. Début août 2022, dix jours après avoir annoncé la présentation d’une loi rapide sur l’immigration, Gérald Darmanin rétropédale à la demande Élisabeth Borne, en annonçant que le projet sera précédé par une « concertation Place Beauvau avec tous les partis, les partenaires sociaux, les associations et les représentants de la société civile ». Mais selon Le Monde, les dispositions devant durcir l'accueil des étrangers ont déjà été rédigées, à la suite d’une réunion interministérielle à la fin du mois de juillet. En novembre, les députés LR anticipent les débats en déposant deux propositions de loi prévoyant de favoriser les expulsions d'étrangers.
Gérald Darmanin résume alors le projet avec la formule qui deviendra célèbre : « être méchants avec les méchants et gentils avec les gentils »,. Le 17 novembre, il enjoint aux préfets de délivrer plus d’obligations de quitter le territoire français aux étrangers sans papiers. Il demande de systématiser la mesure à « tout étranger en situation irrégulière, soit à l’issue d’une interpellation ou d’un refus de titre de séjour », plutôt que de se concentrer sur les étrangers présentant une menace de trouble à l’ordre public. Les préfets doivent dorénavant inscrire les personnes sous OQTF au fichier des personnes recherchées, les assigner à résidence, les signaler aux bailleurs sociaux pour s’assurer qu’elles ne bénéficient pas d’un logement social, ne pas donner de délai de départ volontaire et assortir « aussi souvent que possible » l’OQTF d’une interdiction de retour sur le territoire,. Les requêtes des associations contre la circulaire sont rejetées,.
Des groupes politiques parlementaires et des associations rencontrent Gérald Darmanin fin novembre 2022. La secrétaire d’État à la citoyenneté, Sonia Backès, et le ministre du travail, Olivier Dussopt, consultent les partenaires sociaux. La présidente de France terre d’asile, Najat Vallaud-Belkacem regrette la brièveté des échanges, l'absence d'un texte sur lequel négocier, et la non-participation d'autres acteurs importants notamment le ministère de la santé, ou celui du logement.
Gérald Darmanin et Olivier Dussopt présentent le texte déposé au Conseil d'État dans Le Figaro, affirmant alors : « tout ce que les LR ont toujours demandé sur l’immigration, nous le proposons ».
L'avant-projet de loi est déposé au Conseil d'État le 19 décembre 2022. Dans son avis rendu en février 2023, celui-ci regrette que l’impact du précédent texte, « qui s’assignait les mêmes objectifs » que le projet Darmanin, n’ait pas été évalué, et que le nouveau texte ne contient pas « les éléments permettant de prendre l’exacte mesure des défis à relever »,. Le rapport de la Cour des comptes publié début 2024 est très critique de  politique migratoire française et de la « stratégie globale illisible et incohérente » de l’Intérieur,.

## Mesures prévues dans la version initiale du projet
Le GISTI fait la liste au 27 novembre 2022 des mesures envisagées.
Voir ci-dessous les mesures finalement promulguées.

### Augmentation des éloignements
Le sénateur François-Noël Buffet (LR) écrivait dans un rapport en 2015 qu'« avant les années 1980, l’éloignement des étrangers (…) était principalement justifié par des motifs d’ordre public », mais que les éloignements ont ensuite progressivement concerné les sans-papiers « sans considération d’atteinte à l’ordre public ». Selon Le Monde, cette évolution a pour but de démontrer la fermeté des politiques migratoires. La journalise au Monde Julia Pascual et le professeur au Collège de France François Héran notent également que le taux d’exécution des décisions d'éloignement est souvent utilisé comme une unité de mesure de l’efficacité des politiques migratoires, tout en étant, selon Héran, « l’aveu involontaire d’une politique visant à empêcher l’intégration ».
Emmanuel Macron annonce dès mars 2022, pendant sa campagne électorale, un objectif de « maitrise des frontières », et propose notamment, au niveau national, de renforcer les mesures d'éloignement des étrangers déboutés de leur demande d’asile par l’Office français de protection des réfugiés et apatrides (Ofpra) et, à l'étape contentieuse, par la Cour nationale du droit d’asile (CNDA). Il dénonce les trop nombreuses « voies de recours » et promet d'automatiser les obligation de quitter le territoire (OQTF) après un refus d’asile. La mesure avait déjà été proposée par la droite en 2015, lors de l’examen de la loi asile, mais écartée parce qu'elle prend le risque d'alimenter des contentieux déjà complexes. Ces OQTF sont déjà prononcées en France,, mais rarement mises en œuvre, parce qu'il n'est pas matériellement possible d'aller chercher manu militari tous les étrangers ciblés par cette mesure, et que celles-ci peuvent être annulées par les juges judiciaires et administratifs, ou empêchées par la non-coopération du pays d’origine de la personne, qui peut refuser de délivrer un laissez-passer consulaire,,.
Le gouvernement veut aussi prolonger d’un à trois ans la durée pendant laquelle une OQTF permet un placement en rétention administrative ou l’assignation à résidence d’un étranger.
La mesure selon laquelle le refus d’asile entraîne automatiquement la délivrance d’une OQTF, fragile juridiquement, n'est pas incluse dans l'avant-projet de loi,. Elle sera ajoutée par le Sénat et conservée dans la version finale de la loi.

### Double peine
L'avant-projet propose de renforcer la « double peine » en levant certaines protections à l’éloignement à l’encontre d’étrangers délinquants, et donne la possibilité de retirer un titre de séjour à un étranger « en cas de rejet des principes de la République »,.
L'avant-projet interdit aussi le placement en rétention des mineurs de moins de 16 ans, pratique pour laquelle la France a été plusieurs fois condamnée par la Cour européenne des droits de l’homme.
Le texte de loi réintroduit par ailleurs une disposition censurée par le Conseil constitutionnel de la loi contre le « séparatisme », qui prévoyait le refus ou le retrait d’un titre en cas de « rejet des principes de la République ».

### Simplification du contentieux
Il s'agit de lutter contre « la multiplication des voies de recours » , comme cela est préconisé dans le rapport du sénateur François-Noël Buffet (LR).
Gérald Darmanin affirme plusieurs fois que trop d'OQTF sont annulées parce que les étrangers peuvent selon lui utiliser « jusqu’à douze procédures » de recours, nombre qu'il veut réduire à quatre. En fait les personnes étrangères sans-papiers n’ont droit qu’à un seul recours suspensif devant le tribunal administratif : une seule et même personne ne peut pas enchaîner douze recours successifs pour éviter l’expulsion, avec douze juges qui se pencheraient sur son cas, parce que chaque recours possible répond à une situation particulière.
Lors de la réunion interministérielle de l'été 2022, la simplification était annoncée sans « dégradation les délais de recours et de jugement des mesures d’éloignement les plus sensibles », il ne s'agissait alors pas d’accélérer l’exécution des OQTF.

### Refonte de la cour nationale du droit d’asile
Le gouvernement veut réformer la Cour nationale du droit d’asile, en répartissant ses chambres sur le territoire et en modifiant la procédure en disposant d'audiences avec un juge unique plutôt qu’en formation collégiale. Le chercheur Patrick Weil objecte que « lorsqu'on décide parfois de la vie ou de la mort d'un demandeur, il vaut mieux le décider à plusieurs ».

### Obligation de maîtriser la langue française
Emmanuel Macron annonce en mars 2022 vouloir que les titres de séjour longs soient « conditionnés » à un examen de français, dont le niveau sera à déterminer par décret.

### Article 3: créer des titres de séjour«métiers en tension»
La logique de l'« immigration choisie » en lien avec les métiers « en tension » a été introduite pendant le mandat de Nicolas Sarkozy,,,. La liste des « métiers en tension » a été actualisée au printemps 2021 pour la première depuis quatorze ans. Jusqu'en 2022, la délivrance des titres de séjours est décrites dans la « circulaire Valls » de 2012,, qui liste les critères selon lesquels une personne sans papiers peut déposer une demande de titre (au titre de la vie privée et familiale, ou par le travail), en laissant la décision aux préfets.
Le projet 2022 de créer un titre de séjour « métiers en tension » doit permettre de régulariser de certains travailleurs sans-papiers,. Fin novembre, la liste de ces métiers en tension concernés n'était pas connue. Le titre de séjour serait accordé de plein droit, pour une durée d’un an, renouvelable, sous des conditions précises : présenter huit fiches de paie dans un métier en tension et prouver trois ans de présence en France,. Selon Olivier Dussopt, cette mesure ne devrait concerner que « quelques milliers de personnes par an ». Gérald Darmanin propose fin janvier 2023 aux Républicains de discuter de « quotas pour limiter les régularisations » à l'occasion de l’examen du texte. Selon Patrick Weil c'est « la fausse bonne idée absolue. Dans tous les pays européens qui ont mis en place des quotas, l'immigration illégale a été démultipliée [sauf au] Canada parce que ce pays est dans une situation [géographique] bien précise ».
Selon l'avant projet de loi, seuls les détenteurs de la carte « métiers en tension » durant une année continue, « sous couvert d’un CDI », pourraient ensuite solliciter une carte pluriannuelle « salarié », mais ce critère du CDI exclut de fait certains secteurs, comme le BTP, la propreté ou la logistique, qui privilégient l’intérim et les CDD.

#### La carte de séjour «talent-professions médicales»
L'avant-projet transmis au Conseil d’État prévoit qu'une nouvelle carte de séjour valable de un à quatre ans et dénommée « talent - professions médicales et de pharmacie » peut être donnée à des médecins, sages-femmes, chirurgiens-dentistes et pharmaciens étrangers, mais pas les infirmiers. Selon le projet, si le professionnel de santé qui dispose d’un contrat de travail d’au moins un an n’a pas encore passé les très sélectives épreuves de vérification des connaissances (EVC), il reçoit un titre de séjour d'un an, prolongé de treize mois en cas d’échec aux examens ; s'il a réussi les EVC, il obtient un titre pour quatre ans.
Le directeur général de l’Office français de l’immigration et de l’intégration (OFII), Didier Leschi, est lui opposé aux pratiques de recrutement qui amplifient les pénuries de médecins dans les pays du Maghreb et d’Afrique. De même que les professionnels eux-mêmes, comme Benjamin Vitel de la CFDT qui souligne le risque d’« aggraver la pénurie de soignants dans le monde, sans régler la vraie source de la pénurie, le manque d’investissement, les contraintes budgétaires et des conditions de travail dégradées »; d'autres personnalités de la médecine (André Grimaldi, Jean-Paul Vernant, Xavier Emmanuelli et Rony Brauman)  demandent aussi qu'on « ne priv[e] pas l’Afrique de ses médecins », et alertent sur l'effet de cette mesure, qui sera « de transférer nos déserts médicaux dans les pays issus de nos anciennes colonies »,.
Le bénéfice de la mesure serait probablement limité : en 2022, 5 000 praticiens de santé diplômés hors Union européenne (PADHUE) exercent dans des hôpitaux publics dans des conditions précaires, en majorité dans des déserts médicaux. La plupart sont binationaux et n’ont donc pas besoin de carte de séjour, mais leur problème est administratif : le concours EVC n'a pas eu lieu en 2020 ni en 2022 et le dysfonctionnement du système fait que beaucoup de lauréats antérieurs n'ont toujours pas été affectés,,.

## Réactions à la proposition initiale

### Associations

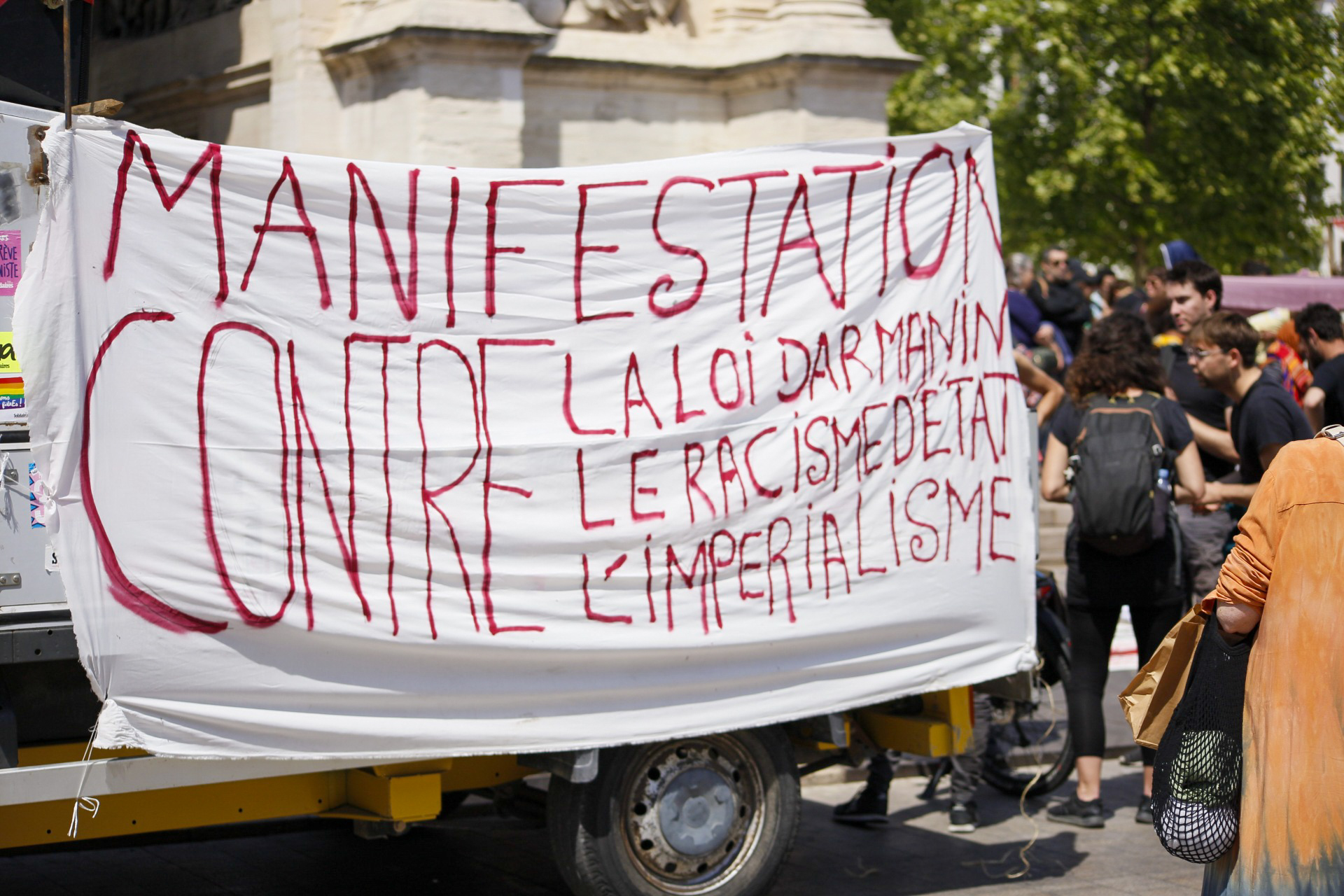
Manifestation contre le projet de loi à Marseille en avril 2023

Beaucoup d'associations sont vent debout,,. Plusieurs milliers de personnes manifestent à Paris pour la journée internationale des migrants le 18 décembre,. Fin 2022, Amnesty International, la Cimade et le Secours catholique dénoncent le projet de loi. Elles regrettent qu'« avec plus de vingt textes de loi en trente ans, la France ne cesse d’adopter des mesures toujours plus répressives », et appellent à « mettre fin aux discours liant immigration et délinquance » et aux atteintes au droit d’asile. Ces trois associations, ainsi que Médecins du Monde et Médecins sans frontières, déplorent « une dégradation grave du traitement des personnes exilées ».
Début décembre 2023, le projet continue de rassembler les associations contre lui. Une quarantaine d'entre elles – parmi lesquelles la Cimade, Médecins sans frontières et la Fondation Abbé Pierre – organisent un rassemblement devant l’Assemblée nationale où le texte doit être débattu en séance.

### Patronat
Le patronat est divisé sur la question de l'article 3 sur la régularisation. L’hôtellerie et la restauration dénoncent l’« hypocrisie totale » sur le sujet et défendent la mesure. L’Union des métiers et des industries de l’hôtellerie demande la « régularisation rapide » des nombreux étrangers sans-papiers travaillant dans l'hôtellerie, et s'inquiète du fait que cette activité ne figure pas sur la liste des « métiers en tension » qui peuvent donner droit à un titre de séjour spécifique selon l'article 3 du projet de loi,.
D'autres secteurs (gardiennage, sécurité, entretien, BTP), quoique très dépendants des travailleurs sans papiers, sont plus rétifs à reconnaître avoir recours à ce travail dissimulé. Le Medef, syndicat patronal, reste prudent. En janvier 2023, son président Geoffroy Roux de Bezieux évoque un « débat pollué politiquement » et ne prend pas position. En août 2023, son nouveau président Patrick Martin défend « une position équilibrée, réaliste et dépassionnée dans ce débat sensible », tout en mettant en avant d’autres pistes pour répondre au problème des pénuries de main-d’œuvre. Au moment où le texte entre au Sénat en novembre 2023, il n’est plus demandeur d’un texte assouplissant la régularisation des travailleurs clandestins dans les métiers en tension, estimant qu’il est plus urgent de former les chômeurs éloignés de l’emploi. En décembre 2023 au contraire, pendant que les parlementaires discutent en CMP, Patrick Martin explique que l’économie française aura « massivement » besoin de main-d’œuvre étrangère au cours des prochaines décennies,.
Les militants associatifs ou syndicaux regrettent que certains secteurs ont intégré dans leur modèle économique une masse salariale à bas coût de travailleurs corvéables car en situation irrégulière.

### Politiques
La présidente par intérim des Républicains, Annie Genevard, interprète la création des titres de séjour métiers en tension comme une opération de « régularisation massive », que Pierre-Henri Dumont (LR) veut à tout prix éviter, parce que selon lui, « l’immigration n’est pas une chance, elle est une charge »; il prévient que la droite votera contre l’ensemble de votre futur projet de loi si cette mesure est maintenue. L'extrême droite et la gauche annoncent aussi s'opposer à cette mesure, mais pour des raisons inverses,,. Eric Ciotti affirme mi janvier 2023 qu'il refusera de voter ce texte qu'il qualifie de « mauvais compromis où l’on (...) fait semblant d’imposer des mesures plus fermes », et en brandissant la menace d'une motion de censure qui pourrait être suivie par les autres partis d'opposition. Mi mars, il durcit encore son discours en regrettant que le projet de loi ne remette pas en question le regroupement familial, ni la procédure de demande d'asile, comme au Danemark ou au Royaume Uni. Fin avril, il demande « [la suppression de tous les droits] pour les clandestins, plus de prestations sociales dès le premier jour pour les réguliers », ou encore de traiter « les demandes d’asile à la frontière ».

### Universitaires
Arnaud Philippe et Jérôme Valette du Centre d'études prospectives et d'informations internationales nient l'affirmation selon laquelle l'immigration aggraverait la délinquance. Selon eux, les atteintes aux biens sont la conséquence de la précarité économique et de l'exclusion du marché du travail.
Le chercheur Patrick Weil conteste lui aussi le projet, qui accumule les « petites dispositions », passant selon lui à côté des véritables enjeux. Celui-ci explique que la plupart des mesures auraient pu être adoptées en remplaçant la circulaire Valls, mais rassemblées dans ce projet de loi elles « donn[ent] l'impression d'une politique migratoire sans vision d'ensemble » (police, asile, travail, éducation, affaires étrangères et européennes).
L'universitaire François Héran dénonce aussi la manipulation des statistiques de l’immigration par le gouvernement et « l’absurdité d’une politique visant à [expulser, et ainsi] empêcher l’intégration ».
Le chercheur et ancien diplomate Pierre Buhler estime que le solde démographique négatif de la France, résultant de l’effondrement des taux de fécondité et d'une émigration massive, entraîne un « un besoin de main-d’œuvre que seule l’immigration est en mesure de satisfaire » ; la loi sur l'immigration devrait encourager la France à sortir de la « posture de déni » dans laquelle elle s'enferme.

### Défenseure des droits
Selon Claire Hédon au printemps 2023, le projet de loi 
instrumentalise le droit en cherchant à sanctionner un défaut d’intégration ou des comportements menaçant l’ordre public. Par exemple lorsque la délivrance d'un titre de séjour est conditionné à un certain niveau de français, « l’intégration devient un préalable [au lieu d'être] la première condition à une intégration réussie ». L'élargissement des possibilités d'éloignement aux cas de menace grave pour l’ordre public « pose un problème en matière d’individualisation de la peine et ouvre un large pouvoir discrétionnaire de l’administration », tandis que d'autres mesures, comme la simplification du contentieux, relèvent du « toilettage ». Selon la Défenseure des droits, l’interdiction de la rétention des mineurs est « progrès inabouti » qui ne permet pas de mettre la France, condamnée huit fois par la CEDH, en conformité avec les conventions internationales,.
Fin 2023, alors que le texte va finalement être débattu à l'Assemblée Nationale, elle s'exprime à nouveau pour dénoncer « la surenchère démagogique lors des débats parlementaires » et regretter que ce texte « d’une gravité majeure pour les droits fondamentaux des étrangers (...) bafoue la dignité et l’égalité ».

## Premier parcours parlementaire
Le texte est déposé au Sénat le 1er février 2023. Selon Thomas Portes, député LFI, c'est un « choix stratégique (...) pour qu’il ressorte [du Sénat, dominé par la droite] un texte très dur et que les élus de la majorité présidentielle à l’Assemblée nationale apparaissent comme ceux qui le modèrent ».
Des débats sans vote sur l’immigration ont lieu à l’Assemblée nationale et au Sénat les 6 et 13 décembre 2022,.
Le texte est présenté en conseil des ministres le 1er février 2023, alors intitulé « Contrôler l’immigration et améliorer l’intégration ».
La commission au Sénat l'estime « trop timoré » et le durcit. Les amendements concernent l’aide médicale d’État (dont la suppression est une idée fixe de la droite sénatoriale) qui deviendrait une aide médicale exclusivement pour les cas d’urgence, le resserrement de l’accès au titre de séjour « étranger malade », la mise en place de quotas migratoires, le resserrement des critères du regroupement familial, le renforcement du contrôle de l’immigration étudiante, la radiation automatique des organismes de sécurité sociale et de Pôle emploi pour les étrangers visés par une obligation de quitter le territoire français, la suppression de l’acquisition de la nationalité française de plein droit pour les enfants nés en France, etc.,,

## Enlisement
Ces débats ont lieu dans un contexte politique très tendu : le gouvernement vient d'utiliser pour la onzième fois l'article 49.3, pour faire adopter la réforme des retraites. L'éditorialiste du Monde Philippe Bernard regrette alors que ce projet de loi immigration « alimente l’impression d’un exécutif focalisé sur des sujets qui ne figurent pas réellement parmi les priorités des Français [et favorise] une fuite en avant répressive et xénophobe sans apporter de solutions crédibles aux problèmes qu’il prétend résoudre ».

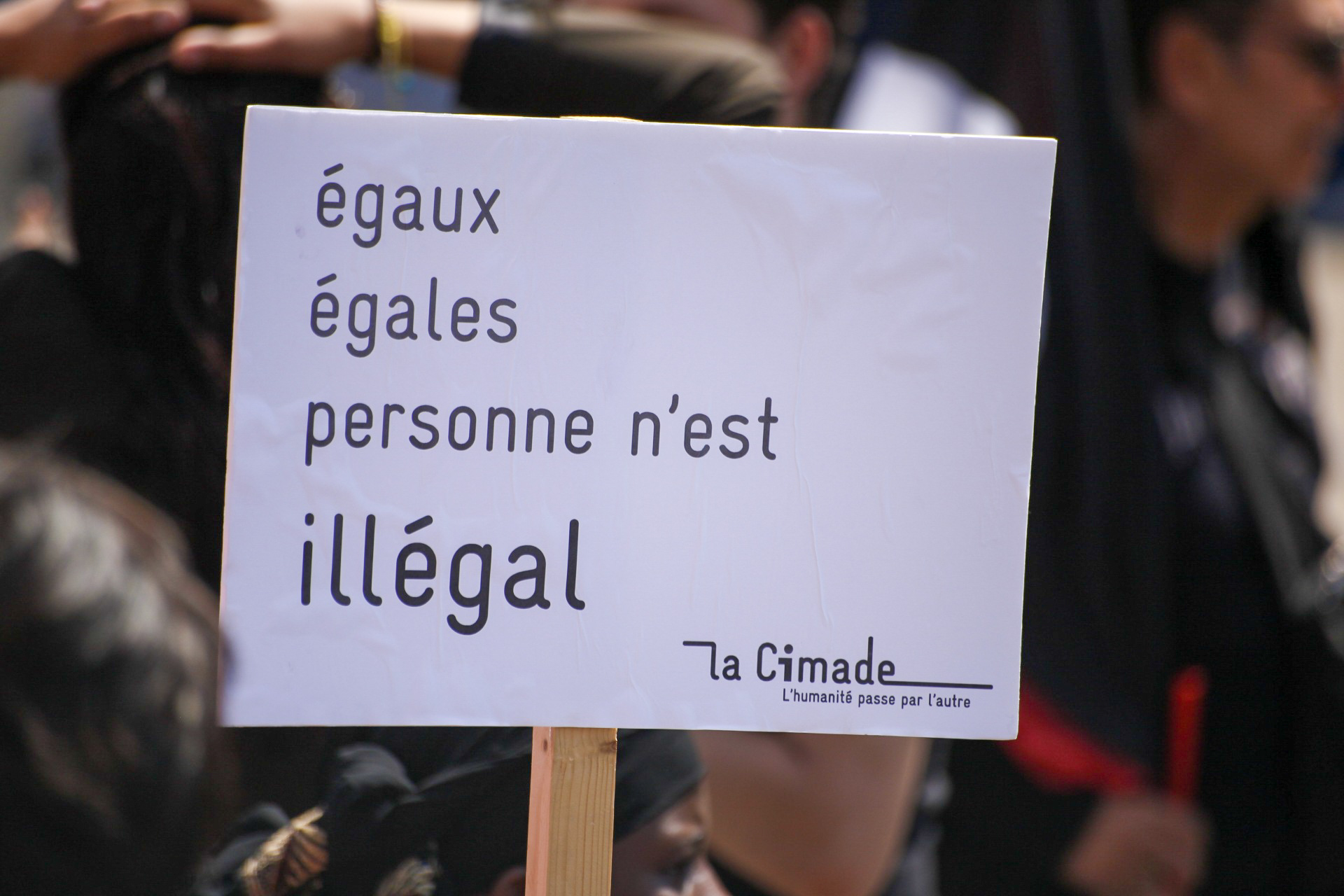
Un slogan de la Cimade.

Le texte immigration devait être examiné en séance publique au Sénat le 28 mars 2023, puis débattu à l’Assemblée nationale fin juin, mais il est décrié à droite comme à gauche, et manque d'une majorité parlementaire ; le président du Sénat Gérard Larcher, affirmant « la nécessité qu’un texte aussi important [soit] examiné dans des conditions apaisées », obtient d'Emmanuel Macron l'ajournement du débat,,. Celui-ci annonce le 22 mars que le projet serait découpé en « plusieurs textes », ce à quoi Gérard Larcher et d'autres élus sont opposés. La nouvelle mouture pourrait ne retenir que les mesures sur l’asile et le contentieux des étrangers, tandis que d'autres dispositions pourraient revenir dans des propositions de loi parlementaires. Une trentaine d'associations dont la Cimade, le Gisti, le Secours catholique et Médecins du Monde, réclament un abandon définitif du projet et « la mise en place d’une politique migratoire fondée sur l’accueil, le respect des droits fondamentaux et la dignité humaine ».
Mi-avril 2023, Emmanuel Macron renonce à saucissonner le projet et promet à nouveau un texte unique, avant l'été, qui doit permettre une loi « efficace et juste »,. Quelques jours plus tard, sa première ministre Élisabeth Borne repousse à l’automne un hypothétique texte aux contours vagues, avec selon elle « comme seule boussole l’efficacité »,, au grand dam des Républicains, dont Aurélien Pradié et Pierre-Henri Dumont qui envisagent le recours à un référendum d'initiative partagée; l'annonce soulage au contraire l'aile gauche de la macronie.
Mais début mai, le projet est  remis à l’agenda Emmanuel Macron qui veut le reprogrammer à l’été,,, mais sans certitude sur la stratégie à adopter : durcir le texte initial pour satisfaire les LR, imposer la version initiale pour les acculer, ou édulcorer leur proposition. Éric Ciotti, Olivier Marleix et Bruno Retailleau cherchent à frapper l'opinion en menaçant le gouvernement d'une motion de censure en cas de loi laxiste, et en annonçant qu'ils déposeront deux propositions de loi offensives, dont une, constitutionnelle, pour permettre que la politique migratoire soit traitée par référendum et autoriser la France à « déroger à la primauté des traités et du droit européen (…) quand “les intérêts fondamentaux de la nation” [dont l'immigration] sont en jeu »,,. Le RN raille ce « copier-coller low cost » de son programme, qui banalise le discours lepéniste,. Le gouvernement estime la modification de la constitution « inenvisageable » mais est contraint de négocier sur certaines des propositions de LR,, sur un texte que Gérald Darmanin voudrait voir aboutir à l'automne 2023,. Ce rapprochement de LR provoque le départ de Matignon de plusieurs hauts fonctionnaires issus de la gauche, divise les élus Renaissance, et apparaît impossible quelques semaines plus tard.
La NUPES, sans programme sur le sujet de l'immigration, peine à définir une position commune,. Édouard Philippe (Horizons) propose de remettre en cause l'accord franco-algérien de 1968 pour lutter contre ce qu'il qualifie d'« immigration du fait accompli », mais ce texte a en fait déjà été renégocié en 1985, 1994 et 2001 et n'est pas une exception majeure dans la législation migratoire française.
La droite et l'extrême droite rouvrent la discussion lors de la consultation des oppositions organisée fin août 2023 par Emmanuel Macron, en combattant le volet « métiers en tension » et en continuant à demander un référendum sur l'immigration, ce qui exigerait au préalable une révision constitutionnelle élargissant  le champ du référendum. Une partie du camp présidentiel tente de préserver l'article sur les métiers en tension, et 35 parlementaires réclamant cette mesure dans une tribune transpartisane, (que les insoumis ne signent pas, estimant qu'elle cautionne « l’immigration choisie » façon Nicolas Sarkozy), tandis que l'idée du référendum (pourtant considérée comme irréaliste dans ce contexte politique,) fait son chemin,, et que la droite parlementaire brandit la menace d'une motion de censure,, et la majorité celle de l'utilisation du 49.3,. En octobre 2023, Gérald Darmanin promet 3 000 places en centre de rétention d’ici à 2027, et se dit favorable à la suppression de l'aide médicale d'État, ce qu'un coordinateur de l'association Utopia 56 interprète comme de la communication politique.

## Après l'attentat d'Arras
En juin 2023, une attaque au couteau à Annecy par un homme syrien réfugié en Suède est récupérée par la droite et l'extrême droite qui réclament un durcissement des conditions d’accueil en France,,,, et en octobre, à la suite de l'attaque au couteau du lycée d'Arras par un jeune homme dont la demande d'asile avait été rejetée et qui n'avait pas été expulsé, Gérald Darmanin multiplie les annonces, pris dans une logique de récupération et d'affichage de la fermeté,,, annonçant la loi « la plus dure et la plus ferme présentée depuis trente ans ». Il s'exprime notamment dans l'hebdomadaire dirigé par le journaliste d’extrême droite Geoffroy Lejeune, le JDD, et publie chaque jour sur son fil twitter la liste des étrangers expulsés.
Gérald Darmanin promet ainsi d'abolir la protection accordée aux personnes entrées sur le territoire français avant leur treizième année, alors que la loi prévoit déjà que ces expulsions sont possibles en cas de « comportements de nature à porter atteinte aux intérêts fondamentaux de l’état, ou liés à des activités terroristes ou constituant des actes de provocations explicite et délibérée à la discrimination, à la haine ou à la violence »),, avec à ce sujet une grande confusion dans le informations relayées par les médias ; de braver une prétendue interdiction de la CEDH d'expulser vers la Russie (cette interdiction n'existe que s'il y a un risque de torture ou de mort pour la personne) ; de porter de trois à dix-huit mois la durée maximale de rétention administrative pour les étrangers fichés S, et de supprimer l'aide médicale d'État (transformée contre l'avis des personnels de santé en « aide médicale d'urgence », elle exclurait « la prophylaxie et le traitement des maladies graves et des douleurs aiguës ; les soins liés à la grossesse et ses suites ; les vaccinations réglementaires ; les examens de médecine préventive »).
Olivier Véran regrette « [qu'il ne soit] pas possible de retirer un titre de séjour pour des comportements non constitutifs d’une infraction pénale » et promet une nouvelle disposition qui rendrait cela possible, alors qu'elle existe déjà, les préfets ayant déjà toute latitude pour ne pas délivrer, ne pas renouveler ou retirer un titre de séjour à tout étranger dont la présence en France constitue une menace pour l’ordre public. Selon l'article 13 du projet de loi sur l’immigration, un document de séjour pourra être retiré lorsqu'un étranger ne respecte pas les « principes de la République », par exemple, selon Olivier Véran, par le « port ostensible en milieu scolaire de signes et de tenues religieux » ou le « refus d’être reçu ou entendu aux guichets des services publics par un agent de sexe opposé pour des motifs religieux » ; cet article 13 est une reformulation de l’article 26, de la loi contre le séparatisme qui avait déjà été censuré par le Conseil constitutionnel car considéré insuffisamment précis.
Olivier Marleix (LR), qui assume faire preuve d’« humanité » pour demander des régularisations de travailleurs dans « les cas les plus aberrants » saisit la CNIL en accusant Gérald Darmanin d'avoir fiché des élus de droite qui demandent des régularisations auprès des préfets,.
L'article 3, sur la régularisation des travailleurs dans des métiers en tension, est l'objet de vifs débats au sein de la droite: certains insistent pour que cet article de loi encadre les conditions de régularisation, mais Élisabeth Borne ne souhaite pas que le dispositif crée un droit opposable à la régularisation; d'autres voudraient que le titre de séjour soit accordé « à titre exceptionnel dans le cadre du pouvoir discrétionnaire des préfets », ce qui est déjà le cas depuis 2012 dans le cadre de l'application de la circulaire Valls.

## Second parcours parlementaire

### L'idée d'un référendum
La veille du début de l'examen du texte au Sénat, Emmanuel Macron ouvre la voie au processus qui permettrait de consulter directement les Français sur l’immigration par referendum, avec l'objectif de satisfaire Les Républicains dont les voix sont nécessaires pour l’adoption du texte. L'ancien défenseur des droits Jacques Toubon s'inquiète de ce référendum qui provoquerait un « dérapage incontrôlé ». Il estime que « sur ce type de question, la réponse ne peut être que populiste » et en contradiction avec « toutes les conventions internationales ». Deux semaines plus tard, après l'examen du texte au Sénat, le principe d'un référendum est écarté par les chefs de parti qui ont accepté d’échanger avec Emmanuel Macron à Saint-Denis,, Éric Ciotti n'en fait pas partie. Quand le texte arrive à l'Assemblée nationale, le président du groupe LR Olivier Marleix prévient que Les Républicains ne voteront pas le projet de loi s’il n’est pas accompagné d’une réforme de la Constitution ; certains députés LR se dissocient de cette menace,.

### Sénat
Du 6 au 14 novembre 2023, le texte est examiné et durci par le Sénat,,, en l'absence d'Olivier Dussopt qui était pourtant l'artisan de l’article 3. Le Sénat vote ainsi la suppression de cet article sur la régularisation (remplacée par une mesure de régularisation dans ces métiers en tension à la seule discrétion du préfet, durcissant ainsi la circulaire en vigueur), mais aussi la fin de l’automaticité du droit du sol, la suppression de l’aide médicale d’État (au profit d'une aide médicale d'urgence), le durcissement des conditions du regroupement familial, de la migration étudiante et de délivrance d’un titre de séjour étranger malade, la restriction de certaines prestations sociales aux étrangers, le rétablissement du délit de séjour irrégulier, l'augmentation des moyens de placement en rétention des demandeurs d’asile, le retrait d’un titre de séjour en cas de non-respect des « principes de la République », l'exclusion des personnes sans titre de séjour du droit à l’hébergement d’urgence, la simplification du contentieux, l'instauration de quotas migratoires annuels, etc. Ces propositions radicales, un « catalogue des horreurs » selon  la directrice générale de France terre d’asile, sont adoptées grâce aux votes des Républicains, de l'Union centriste et du Rassemblement National, pour la plupart avec le soutien de Gérald Darmanin.
Le gouvernement ne s'oppose pas à l'amendement de la droite sénatoriale supprimant l'aide médicale d'État,,, alors que les parlementaires avaient majoritairement rejeté une proposition de loi LR allant dans ce sens en juin 2023 ; cette décision aurait de lourdes conséquences sanitaires mais pourrait toutefois encore être retoquée lors de l’examen du texte à l’Assemblée nationale, comme le prévoit le chef de groupe macroniste su Sénat, François Patriat. D'autres amendements de la droite sont soutenus par Gérald Darmanin et adoptés : ils visent à compliquer l’accès au titre de séjour « étranger malade » et le regroupement familial ; à supprimer l'article 3 sur la régularisation (remplacé par un titre de séjour « exceptionnel » à l'accès plus restreint, qui devrait entraîner la publication d’une « nouvelle circulaire », donnant, comme c'est déjà le cas, un pouvoir discrétionnaire au préfet), ; et à restreindre le droit du sol en supprimant l’automaticité de l’accès à la nationalité à leur majorité pour les jeunes nés en France de parents étrangers. À ce sujet, des associations et des syndicats (SOS-Racisme, la LDH, l’UNSA, la CFDT ou la CGT) s'inquiètent d’un « degré de restriction du bénéfice du droit du sol inconnu depuis le régime instauré en 1804 » dans le code civil par Napoléon Bonaparte, tandis que Stéphane Ravier (RN) s'oppose au droit du sol en estimant, à propos des étrangers naturalisés, qu’« un veau qui naît dans une écurie ne fera jamais de lui un cheval ».
Une série d'amendements portés par la majorité sénatoriale (composée de la droite et du centre) et du gouvernement renforce les mesures permettant d’éloigner des étrangers en cas de « violation délibérée et d’une particulière gravité des principes de la République » ou en cas de « condamnation définitive pour des crimes ou délits punis de cinq ans ou plus d’emprisonnement ou de trois ans en réitération » ; le sénateur centriste Philippe Bonnecarrère, rapporteur du texte, commente : « cinq ans, c’est un vol avec une circonstance aggravante, et trois ans, c’est un vol simple [ce qui démontre à quel point] on descend bas le niveau des protections ». Le sénateur Europe Écologie-Les Verts des Bouches-du-Rhône Guy Benarroche estime au contraire que retenir le critère de la peine de prison encourue et non pas prononcée est  « disproportionné » par rapport à l’impératif de préservation de la vie privée et familiale. Un amendement du communiste Ian Brossat est aussi adopté, qui attribue une carte de séjour temporaire aux sans-papiers qui portent plainte contre un propriétaire qui les loge dans des conditions indignes. Enfin, le Sénat propose de réformer le système de l’asile, pour accélérer les procédures et expulser plus rapidement, et de simplifier du contentieux des étrangers en divisant par trois le nombre de procédures permettant de contester une expulsion, de douze à quatre.

### Réactions aux amendements apportés par le Sénat
Sacha Houlié, le président de la commission des lois, prévient qu’il tentera de rétablir « tout le texte » initial du gouvernement.
La gauche et les associations dénoncent « une stigmatisation des étrangers ». Trente-cinq organisations, dont Médecins du monde, le Secours catholique et la Ligue des droits de l’homme, estiment que « l’examen du Sénat a fait sauter des digues [qu'elles pensaient] jusque-là infranchissables », le président de l’association France Fraternités regrette que « ce texte a intégré tous les clichés possibles sur l’immigration », et l’Unicef se dit « profondément préoccupé » par les conséquences du texte sur les enfants. Plusieurs soutiens de Macron (dont Daniel Cohn-Bendit, Marisol Touraine, Jean Pisani-Ferry et Philippe Aghion) écrivent aux députés Renaissance, Horizons et MoDem pour leur demander de « stopper [la] dérive dangereuse [de ce projet qui] tourne le dos à la vocation d'intégration de notre pays ». Selon eux, de nombreuses mesures « relèvent d'une hostilité de principe non seulement à l'égard de l'immigration mais des étrangers eux-mêmes ».

### Assemblée nationale
Le texte est présenté à l’Assemblée nationale à partir du 27 novembre en commission des lois, puis le 11 décembre en séance.
La possibilité de l'utilisation de l'article 49.3 pour faire passer cette loi est contestée par le RN après que le gouvernement l'utilise le 16 novembre sur la loi de programmation des finances publiques 2023-2027 : si le Conseil constitutionnel décide que ce texte destiné à la Commission européenne n'est pas un texte budgétaire, alors le gouvernement aura épuisé ses possibilités de recourir au 49.3 pour des textes non budgétaires jusqu’à l’été 2024. La réponse du Conseil est rendue le 14 décembre, et laisse planer le doute, en n’indiquant pas si le gouvernement dispose toujours de la possibilité de recourir au 49.3 d’ici la fin de la session. Pour éviter le recours au 49.3, le gouvernement cherche à convaincre suffisamment de députés LR pour obtenir une majorité malgré l'opposition de certains députés de la majorité présidentielle qui veulent annuler les modifications faites par le Sénat. Un compromis est envisagé sur le sujet controversé de la régularisation : instaurer un droit opposable à un titre de séjour mais laisser un droit de veto aux préfets, qui pourraient « interrompre la procédure de régularisation, sur des critères précis fixés par la loi, si l’étranger menace l’ordre public ou s’il a eu des agissements contraires aux valeurs de la République ».
La commission des Lois réécrit certaines dispositions ajoutées par le Sénat : elle conserve plusieurs durcissements sur le regroupement familial ou l’apprentissage du français, mais rétablit l’aide médicale d’État et l’accès à l’hébergement d’urgence pour les étrangers en situation irrégulière, supprime le délit de séjour irrégulier et la fin de l’automaticité du droit du sol, et propose un « compromis »  sur la régularisation des sans-papiers dans les métiers en tension, laissant le pouvoir au préfet tout en l’encadrant. La commission adopte aussi la réforme de la Cour nationale du droit d’asile, permettant sa déconcentration grâce à des chambres territoriales, avec le principe d'un juge unique, sauf pour les mineurs et dans les cas jugés complexes,. Les Républicains annoncent leur opposition à ce « texte au rabais » « dénaturé par la commission des lois de l’Assemblée », et utilisent leur niche parlementaire pour proposer deux lois : une réforme constitutionnelle (rejetée) et une résolution demandant la fin de l’accord franco-algérien de 1968 (proposition finalement retirée). Cette série de marchandages politiques et de coups tactiques ressemblent pour Jean Leymarie sur France Culture à une partie de poker, dont on semble ignorer les conséquences sur les personnes dont le destin est en jeu.
Le projet est débattu à l’Assemblée nationale à partir du 11 décembre, dans une version très différente de celle rédigée par le gouvernement, durcie par son passage au Sénat et à la commission des Lois de l'AN. Les débats commencent par un vote sur la motion de rejet préalable déposée par les écologistes et soutenue par Olivier Marleix,,. Le 11 décembre 2023, le projet de loi  est rejeté après l'adoption par 270 voix contre 265 de cette motion de rejet, soutenue par les groupes socialistes, Rassemblement national et Les Républicains,,. Neuf députés de la majorité n’ont pas voté,. Le gouvernement pouvait choisir de retirer le texte, de poursuivre la navette parlementaire du texte au Sénat (mais un scénario identique aurait pu se reproduire ensuite à l'Assemblée Nationale), ou de convoquer une commission mixte paritaire (un huis-clos où la droite et le centre sont majoritaires, et le gouvernement absent),. La Cour des comptes repousse la publication d'un rapport très critique de la politique migratoire française, initialement prévue le 13 décembre,.

### Réactions au rejet préalable du texte
L'évènement est interprété comme un désaveu de Gérald Darmanin (dont les espoirs politiques semblent s'effondrer) et du gouvernement, mais le ministre de l'intérieur est conforté à son poste par Emmanuel Macron, contre la volonté d’Élisabeth Borne; certains observateurs dénoncent une séquence mise en scène, en rappelant que ni Gérard Collomb ni Nicolas Hulot n'ont eu besoin de permission pour démissionner.
Le RN réagit en demandant une dissolution de l'Assemblée (pour la 10e fois depuis 2013 d'après le décompte du Monde), et propose Jordan Bardella comme  « premier ministre de cohabitation », mais Thomas Legrand estime dans Libération que si les oppositions se sont unies sur cette motion de rejet alors qu'elles ne l'avaient été sur aucune motion de censure, c'est justement parce que personne n'a d'intérêt à une dissolution. Certains à gauche considèrent le succès de la motion de rejet comme contre-productif : le communiste Fabien Roussel évoque une « victoire relative » et concède que si texte final il y a, « il risque d’être durci par la droite » ; le député LR Antoine Vermorel s'en réjouit : « ils ne se sont pas rendus compte de ce qu’ils faisaient en votant la motion de rejet avec nous. Aujourd’hui, on a un texte qui va être encore plus à droite qu’il ne l’a été ». Les Républicains préviennent en effet qu'ils ne céderont pas sur les « fondamentaux » inscrits dans le texte du Sénat et insistent sur la nécessité de faire preuve de fermeté. Les députés Renaissance sont majoritairement en faveur d’un accord avec la droite, quitte à céder sur le durcissement des régularisations, mais avec trois « lignes rouges » : le retrait de la réforme de l’AME, la suppression de l’article qui conditionne le bénéfice des prestations sociales non contributives  à cinq années de résidence en France, et la fin de la restriction à l'accès à la nationalité,.

### Commission mixte paritaire

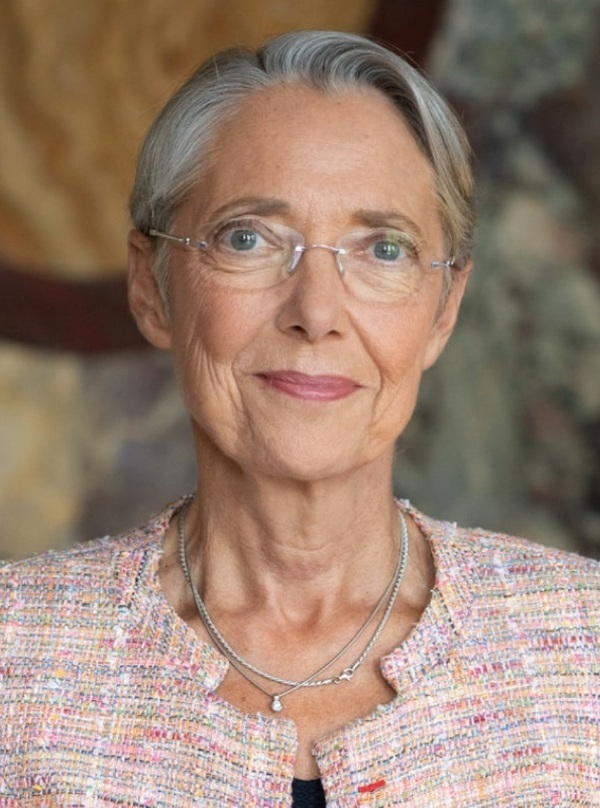
La Première ministre française Élisabeth Borne.

C'est le choix de la commission mixte paritaire (CMP) qui est fait dès après le vote de la motion de rejet,,, et Emmanuel Macron veut que cette commission se réunisse « dans les meilleurs délais » pour qu'un texte aboutisse « avant Noël ». La réunion de la CMP est prévue le 18 décembre, pour un vote définitif au Parlement le lendemain. Elle est composée de cinq élus du camp présidentiel, quatre LR, deux socialistes, un centriste, un RN et un LFI, : il s'agit de sept députés (Sacha Houlié, qui dirigera la commission, Florent Boudié et Marie Guévenoux de Renaissance, Élodie Jacquier-Laforge du MoDem, Andrée Taurinya de La France Insoumise, Annie Genevard de Les Républicains et Yoann Gillet du Rassemblement National) et de sept sénateurs (Bruno Retailleau, François-Noël Buffet et Muriel Jourda de Les Républicains, Philippe Bonnecarrère d'Union Centriste, Marie-Pierre de La Gontrie et Corinne Narassiguin du Parti Socialiste et Olivier Bitz du RDPI),. Le débat partira du texte adopté au Sénat pour proposer une version qui devra être adoptée par une majorité de députés et sénateurs. Emmanuel Macron exclut à ce stade l'utilisation du 49.3, et prévient que le texte sera abandonné si la CMP ne parvient pas à se mettre d’accord,,. Le 14 décembre, les Républicains demandent à nouveau « solennellement » une révision constitutionnelle sur la question migratoire, ce qui fait douter certains macronistes de leur volonté de faire aboutir la CMP.
Peu avant la réunion de la CMP, Mme Braun-Pivet estime qu’un « accord général » sera « probablement » trouvé, mais l'aile gauche macroniste veut faire valoir ses « convictions », les socialistes appellent à « refuser l’accord écrit dans le bureau de la première ministre sous la dictée de la droite », le RN se dit opposé à un texte « qui va permettre la régularisation de travailleurs clandestins », tandis que LR, soucieux de « réduire l’attractivité de notre modèle social », exige une promesse « sur le calendrier d’une réforme de l’AME » et « un engagement » du gouvernement sur « des moyens accélérés en matière d’éloignement et d’expulsion des clandestins »,.
En réponse à la droite, Élisabeth Borne promet d’« engager en début d’année 2024 » une réforme de l’aide médicale d’État. Plusieurs suspensions de séances de la CMP permettent aux députés de prendre l'avis du gouvernement. La CMP valide plusieurs mesures introduites au Sénat (des quotas d’immigration pluriannuels, un délit de séjour irrégulier, une restriction de l’accès aux tarifs réduits dans les transports pour les sans-papiers) puis s'interrompt faute d'accord sur les allocations familiales (y compris les aides personnalisées au logement) la droite voulant qu'elles soient conditionnées pour les ressortissants non européens en situation régulière à cinq ans de présence sur le territoire (une mesure possiblement en violation du droit du Préambule de la Constitution de 1946),. Un accord est finalement trouvé, incluant l’accès à l’APL à cinq ans de présence sur le territoire pour les étrangers qui ne travaillent pas, et à trois mois pour ceux qui travaillent ; une version restreinte de la mesure de régularisation pour les travailleurs sans papiers dans les métiers en tension ; le durcissement du regroupement familial ; l’interdiction de placer des mineurs dans les centres de rétention administrative ; le rétablissement du délit de séjour irrégulier ; la déchéance de nationalité pour les binationaux qui se seront rendus coupables d’un meurtre sur des personnes détentrices de l’autorité publique et la mise en place d’une caution pour les étudiants étrangers venant en France.
Manuel Bompard (LFI) estime que « le naufrage est complet, le déshonneur est total » et Boris Vallaud déplore « un moment de déshonneur pour le gouvernement (...) une honte absolue », tandis qu'Éric Ciotti (LR) parle d'un texte « puissant et courageux », Bruno Retailleau (LR) se félicite que « 90 % [du texte préparé au Sénat] a été logiquement repris », ce que Marine Le Pen (RN) qualifie de « victoire idéologique ».

### Adoption
Après l’accord trouvé en CMP, deux votes solennels sont prévus le même jour : au Sénat à partir de 19h et à l’Assemblée nationale à 21h30. Plusieurs députés Renaissance annoncent leur intention de voter contre (notamment Sacha Houlié, président de la commission mixte paritaire, l’ancien ministre de l’agriculture Stéphane Travert, Stella Dupont, et Caroline Janvier) et cinq ministres (Clément Beaune, Aurélien Rousseau, Sylvie Retailleau, Roland Lescure, Patrice Vergriete ; Rima Abdul Malak dément une possible démission la concernant) envisagent de démissionner si le texte est adopté . Le RN savoure l'immiscion dans le texte du concept de préférence nationale et soutient le texte. Sur une idée de François Bayrou, Emmanuel Macron propose de ne pas promulguer un texte qui serait adopté grâce aux voix du RN, et de « saisir éventuellement l’Assemblée nationale pour une deuxième délibération, sur le fondement de l’article 10 de la Constitution ».
Le soir du 19 décembre, le Sénat adopte le projet de loi avec 214 voix pour et 114 voix contre. L'Assemblée nationale fait de même avec 349 voix pour et 186 voix contre. Le texte est approuvé sans que les bulletins du RN ne soient décisifs, les élus macronistes, qui s’étaient indignés par le contenu du projet, apportant massivement leur voix (à l'exception de 27 votes contre et 32 abstentions),. Une autre lecture des résultats est que le texte a bien été adopté avec les voix du Rassemblement national, puisque si le RN avait voté contre, il aurait été retoqué.

## Projet de loi après la commission mixte paritaire
Voir ci-dessous les mesures finalement promulguées.

### Débat annuel
- Instauration d'un débat parlementaire annuel sur l'immigration et de quotas annuels d'immigration[208]. Le parlement votera pour trois ans, le nombre des étrangers admis à s’installer en France pour chacune des catégories de séjour (à l’exception de l’asile)[255].

### Régularisation
- Refus ou retrait d’un titre de séjour en cas de non-respect des « principes de la République ». Tout demandeur d’un titre de séjour doit souscrire « un contrat d’engagement au respect des principes de la République », dans lequel il s’engage à respecter « la liberté personnelle, la liberté d’expression et de conscience, l’égalité entre les femmes et les hommes, la dignité de la personne humaine, la devise et les symboles de la République »[256].
- Attribution d’un titre de séjour pour les victimes des « marchands de sommeil », pendant la durée de la procédure pénale.
- Titres de séjour facilités pour les travailleurs des métiers en tension (mesure à l'essai jusqu’à fin 2026). Il s'agit d'un titre de séjour « exceptionnel » à la discrétion des préfets, à condition que le travailleur ait prouvé qu’il a travaillé douze mois dans un métier en tension au cours des vingt-quatre derniers mois (hors travaux étudiants ou saisonniers), réside depuis 3 ans en France et prouve son intégration[255]. Le préfet doit vérifier la nature du travail auprès de l’employeur, l’insertion sociale du demandeur, son respect de l’ordre public, son intégration, son respect des valeurs et principes de la République, l'absence de casier judiciaire. Le préfet a la possibilité de refuser la délivrance du titre même si toutes ces conditions sont réunies. Le « passeport talent » de l’article 6 est remplacé par un simple titre de séjour portant la mention « talent » de quatre ans, réservé à des diplômés de niveau bac + 5 ou équivalent. Obligation de détenir une autorisation de travail pour accéder au statut d’auto-entrepreneur (empêchant ainsi les personnes en situation irrégulière de travailler pour les "plateformes")[255]. L’article qui prévoyait d'autoriser les demandeurs d’asile les plus susceptibles d'obtenir un statut de réfugié à travailler est supprimé[208].

### Contrôle de l’immigration étudiante
- Les étudiants étrangers doivent déposer une caution pour obtenir un titre de séjour (dispense possible « à titre exceptionnel ») et justifier annuellement du « caractère sérieux des études ». La  caution « est  restituée à l’étranger lorsqu’il quitte la France à l’expiration du titre de séjour » ou « en cas de renouvellement de ce titre de séjour ou d’obtention d’un autre titre de séjour avec changement de motif », ou bien « définitivement retenue lorsque l’étranger s’est soustrait à l’exécution d’une décision d’éloignement ». La loi rend aussi obligatoire le paiement de frais d’inscription « majorés pour les étudiants étrangers en mobilité internationale »[257],[208]. Des frais d’inscription majorés pour les étudiants étrangers avaient été mis en place en 2019 dans le cadre du plan « Bienvenue en France »[258], mais cette majoration était peu appliquée ; elle devient incontournable[259].

### Asile et contentieux
- Réunification des guichets pour enregistrer et traiter de façon accélérée les demandes d’asile, avec la création des pôles territoriaux « Espaces France Asile » permettant l'enregistrement du demandeur d'asile par la préfecture, l'ouverture de droits par l'OFII et la demande auprès de l'OFPRA.
- Réforme de la Cour nationale du droit d’asile : instauration du jugement par un juge unique au lieu de trois juges précédemment et décentralisation de la CNDA en plusieurs chambres territoriales[260],[261],[208].
- Le nombre de procédures contentieuses types est réduit de 12 à 3[255].

### Aides sociales
- L’accès des étrangers à certaines prestations sociales (allocations familiales, aides au logement, droit au logement) est conditionné à un délai de carence plus important.
  - 5 ans pour l’aide personnalisée au logement (APL) sauf si le demandeur étranger travaille depuis 3 mois en France[255]
  - 5 ans pour les allocations familiales, l’allocation personnalisée d'autonomie et le droit au logement opposable sauf si le demandeur étranger travaille depuis 30 mois[255]
- Ces dispositions ne concernent pas les étrangers réfugiés, apatrides, et les détenteurs d’une carte de résident de 10 ans[255].

Pour certains, ces dispositions établissent une « préférence nationale » (une différence en fonction de la nationalité pour accéder à un même droit),,,,, et de nombreux observateurs dénoncent la contradiction avec le discours d'intégration du président de la République, selon qui le texte viserait à « mieux intégrer ceux qui ont vocation à demeurer sur notre sol » : les « réfugiés, étudiants, chercheurs, travailleurs ». Plus de 110 000 étrangers, dont 31 000 enfants, pourraient être précarisés par ce conditionnement des prestations sociales au bout de cinq ans d’application de la réforme.

### Hébergement d'urgence
- Exclusion des personnes visées par une obligation de quitter le territoire français (OQTF) du droit à l’hébergement d’urgence, sauf « dans l’attente de [leur] éloignement »[268] (le délai de trente jours accordé en cas d'OQTF[263])[208].

### Nationalité
- Durcissement des conditions d’accès à la nationalité. Le niveau minimum de français exigé pour l'accès à la nationalité française est relevé. Il passe du niveau B1 au niveau B2[255].

- Le droit du sol n’est plus automatique. Les enfants nés en France de deux parents étrangers devront manifester la volonté, à leur majorité, de devenir des citoyens français. Cette mesure est plus dure que celle de la loi Pasqua d'août 1993 (les enfants d’immigrés nés en France avaient alors six années pour manifester leur volonté d’être français, de 16 à 21 ans), qui a eu pour conséquence d'alimenter chez ces enfants le sentiment d’appartenir à un groupe différent de celui des Français nés de parents français[269].
- Les enfants nés de parents étrangers ne pourront pas devenir français s’ils ont été condamnés pour crime[255],.
- Les binationaux pourront être déchus de leur nationalité française en cas de condamnation définitive pour homicide volontaire sur les forces de l'ordre[255].

### Regroupement familial
- Durcissement des conditions du regroupement familial. Le délai minimum de présence en France pour qu'un étranger en situation régulière puisse demander à faire venir sa famille passe de 18 à 24 mois[255].
- Obligation pour les membres de sa famille de parler un français élémentaire (niveau A1). Ils devront également avoir une assurance maladie et présenter des casiers judiciaires vierges[208].

### Délit de séjour irrégulier
- Rétablissement du délit de séjour irrégulier en France (supprimé en 2012 par François Hollande en application d’une directive européenne, et remplacé par la possibilité de placer les étrangers en retenue administrative[270],[271]), dorénavant sanctionné d’une amende de 3 750 € et d’une peine de trois ans d’interdiction du territoire[208].

### Éloignement
- Suppression des protections contre l’expulsion pour certains étrangers : expulsions des étrangers condamnés pour des crimes et délits punis de trois ans d’emprisonnement ou plus et constituant une menace grave à l’ordre public, ou commis contre un ascendant ou un élu. Généralisation des peines d’interdiction de territoire (IRTF) en cas de crimes et délits punis d’au moins trois ans de prison.
- Légalisation des OQTF visant des neuf catégories d’étrangers jusqu’ici protégés, listées par l’article L611-3[272] : ceux arrivés avant l’âge de 13 ans, ou ayant des liens familiaux en France, malades, résidant régulièrement en France depuis plus de vingt ans, ressortissants de pays membres de l’Union européenne.
- Systématisation des OQTF pour les étrangers à qui on a refusé l’asile, et arrêt de la prise en charge médicale visant les déboutés définitifs du droit d’asile[208].

### Rétention
- Interdiction de placer des mineurs de moins de 18 ans en centre de rétention administrative (mettant fin à des pratiques qui ont valu plusieurs condamnations de la France par la CEDH[43],[273]).

### Soin
- La carte de séjour « étranger malade » fait l'objet de nouvelles dispositions plus restrictives. Le critère devient celui de l’indisponibilité des soins dans le pays d’origine (c'est un retour aux dispositions de la loi du 11 mai 1998, alors que celle du 16 juin 2011 avait remplacé l’absence de traitement dans le pays d’origine par l’impossibilité effective d’accès au traitement).

- Aide médicale d’État : le dispositif est maintenu mais sera étudié séparément en 2024[208],[263]. Quand Élisabeth Borne affirme le 20 décembre qu'il n'est « pas question de supprimer l’AME »[274]. Eric Ciotti s'étonne de ce « revirement »[275].

## Réactions à l'adoption

### Gouvernement
L’Élysée se félicite d'une « victoire politique totale du président » et Élisabeth Borne que « la manœuvre du RN [ait] échoué ». Eric Ciotti demande à la première ministre de s’engager « solennellement » à appliquer les mesures adoptées.
La presse française évoque unanimement la crise au sein du gouvernement,, tandis que les journaux étrangers décrivent les mesures prévues par ce que le Frankfurter Allgemeine Zeitung appelle « l’une des lois sur l’immigration les plus strictes de l’UE » (ce que le directeur général de l’OFII dément), et s'inquiètent de la promesse rompue d’Emmanuel Macron de faire barrage à l'extrême droite, alors que les élections européennes approchent. Le ministre de la santé, Aurélien Rousseau, démissionne immédiatement, il est remplacé par Agnès Firmin-Le Bodo.
La ministre de l'enseignement supérieur et de la recherche Sylvie Retailleau menace de démissionner,, mais Emmanuel Macron et Élisabeth Borne lui assurent « que les mesures concernant les étudiants (...) seraient révisées si elles n’étaient pas censurées par le Conseil constitutionnel ». Les autres ministres ayant menacé de démissionner reculent également,.

### Monde universitaire et associatif
Le durcissement des conditions d’accès aux titres de séjour pour les étudiants étrangers déçoit une partie de la communauté universitaire. Soixante-et-un dirigeants d'établissement signent le 20 décembre un communiqué dénonçant une « attaque » envers « les valeurs de l’universalisme, de l’ouverture et de l’accueil, de la libre et féconde circulation des savoirs, de l’esprit des Lumières »,,. Le président du CNRS Antoine Petit alerte sur une loi qui « nuira à l’ensemble de nos coopérations scientifiques internationales » et la chercheuse Claire Mathieu démissionne du tout nouveau conseil présidentiel de la science.
Dans une tribune publiée dans L'Humanité, une centaine de personnalités publiques demandent à Emmanuel Macron de ne pas promulguer la loi. Dans Le Monde, 5 000 professionnels de santé s'inquiètent des conséquences sanitaires et sociales du texte, notamment sur la santé des enfants.
Le politologue et constitutionnaliste Benjamin Morel, révèle au Figaro que c'est « une victoire tactique pour l’exécutif, mais une défaite stratégique » car les débats et le vote ont surtout bénéficié aux Républicains, d'après l'universitaire « le texte n'a été sauvé qu'en cédant tout face à LR ».

### Classe politique
Le résultat final divise le groupe macroniste entre une aile gauche et une aile droite. Refusant d'instaurer une « préférence nationale », 32 départements dirigés par la gauche annoncent qu'ils ne feront pas de distinction entre Français et étrangers dans le versement de l’allocation personnalisée d’autonomie, quitte à devoir financer une nouvelle aide,. Des personnalités de droite s'opposent à cette fronde.
Marine Le Pen salue une « victoire idéologique » du Rassemblement national,. Pour le député Jean-Philippe Tanguy (RN) : « Si, malheureusement, le Conseil constitutionnel prend des dispositions de censure, cela prouvera que nous avions raison et qu’il faut une réforme de la Constitution ».
Le député Eric Ciotti, leader du parti Les Républicains, salue une victoire historique pour la droite. Pour le député Olivier Marleix, Président du Groupe LR : « Ce texte est un véritable tournant. Pour la première fois depuis longtemps, la France se donne les moyens de reprendre le contrôle de sa politique migratoire ». Le Sénateur LR Bruno Retailleau estime qu'il y aura un grave problème démocratique si le Conseil constitutionnel censure certaines mesures.
Édouard Philippe, leader de Horizons, affirme soutenir cette loi. Il se dit  contre la déchéance de nationalité et la suppression de l'AME mais estime que cette loi méritait d'être votée, car elle contient des mesures utiles. Selon lui, le monde médiatico-politique parisien surréagit beaucoup trop. Edouard Philippe affirme qu'une large majorité de Français sont favorables aux différentes mesures contenues dans cette loi.
Selon François Bayrou, patron du Modem, la loi immigration est le fruit d'un compromis avec la droite. Il souligne que si la loi n'est pas parfaite, elle contient de bonnes idées. Concernant la réforme du droit du sol, il estime que « Demander à un jeune qui souhaite devenir français à 18 ans d’en faire simplement la demande solennelle, c’est prendre au sérieux son choix et l’appartenance à notre nation. ». Bayrou critique les propos de François Hollande contre la déchéance de nationalité, soulignant que c'est Hollande qui a lancé cette idée lorsqu'il était Président.
Les députés indépendants du Groupe Libérté, Indépendants, Outremer sont partagés. Leur Président, Christophe Naegelen, vote en faveur de la loi. Certains, comme Charles De Courson, votent contre. Estelle Youssoufa, députée de Mayotte, vote pour la loi[réf. nécessaire].
La députée écologiste Sandrine Rousseau dénonce un texte profondément xénophobe. Pour protester contre la loi, le maire écologiste de Bègles recouvre le buste de Marianne avec un voile noir. François Hollande, ancien Président de la République, estime que cette loi est une défaite pour la République. Son ancien Premier Ministre, Manuel Valls, affirme lui qu'il aurait « sans doute » voté ce texte. Jean-Luc Mélenchon dénonce une loi qui défigure l'image de la France. La députée insoumise Aurélie Trouvé dénonce une loi cruelle et anti-républicaine.

## Censure partielle par le Conseil constitutionnel
Le Conseil constitutionnel est saisi quatre fois indépendamment,, le 20 décembre par Emmanuel Macron puis par les députés de gauche, les sénateurs de gauche, et la présidente de l’Assemblée nationale, Yaël Braun-Pivet. Au total, les griefs concernent 44 des 86 articles. Beaucoup sont contestés parce qu'ils seraient des « cavaliers législatifs ».
Le camp présidentiel ne cache pas qu'il espère une censure. Sacha Houlié estime qu’une « trentaine » de mesures pourraient être contraires à la Constitution, la première ministre évoque ses « doutes », Gérald Darmanin parle d'un texte qui comporte des mesures « manifestement et clairement contraires à la Constitution », Rima Abdul Malak explique qu'elle compte sur le Conseil constitutionnel pour censurer une bonne partie du texte. Emmanuel Macron reconnaît que le texte contient « des articles qui [ne sont] pas conformes à notre Constitution » et souhaite que le Conseil constitutionnel « retire les dispositions irritantes dans le projet de loi », notamment les quotas, le délit de séjour irrégulier, le resserrement du regroupement familial. Les mesures sur les prestations sociales ou le droit du sol pourraient aussi être concernées.
Laurent Fabius, président du Conseil constitutionnel, rappelle au président que cette instance « n'est ni une chambre d’écho des tendances de l’opinion ni une chambre d’appel des choix du Parlement » et que la base d’un « État de droit » est qu'on ne vote pas une loi dont on sait que certaines dispositions sont contraires à la Constitution.
Certains observateurs s'inquiètent de ce qu'une censure par le Conseil constitutionnel pourrait légitimer l’appel de LR et du RN à réformer la Constitution et à recourir au référendum sur l’immigration,.
Des milliers de personnes, y compris des lycéens, défilent en janvier 2024 pour s'opposer au texte dans de nombreuses villes,,,.
Le 25 janvier, le Conseil constitutionnel censure plus d'un tiers des articles, les considérant comme des cavaliers législatifs sans lien avec le projet initial  de « contrôler l’immigration » et d’« améliorer l’intégration », (les dispositions sur le regroupement familial, sur les titres étudiants, sur la délivrance du titre pour des motifs de santé ou les dispositions sur les prestations sociales), et trois articles pour des motifs de fond, dont l'article 1er sur les quotas d’immigration,,. Le texte final contient 51 articles, plus que les 27 du projet initial du gouvernement.
Le bureau de France Universités estime en janvier 2024 que même si les mesures concernant les étudiants ont été censurées, « le mal est fait », et il faudra « s’atteler à reconstruire une image positive de la France » et rester « vigilant [s’agissant des] projets de loi ou propositions de loi qui pourraient apparaître à la suite de cette décision ».

## Mesures promulguées
Les mesures retenues par le Conseil constitutionnel, et promulguées le 26 janvier 2024 sont les suivantes. Elles ont été contextualisées dans des documents produits par la Fédération des acteurs de la solidarité et le GISTI.

### Séjour
- Refus ou retrait d’un titre de séjour en cas de non-respect des « principes de la République ». Tout demandeur d’un titre de séjour doit souscrire « un contrat d’engagement au respect des principes de la République », dans lequel il s’engage à respecter « la liberté personnelle, la liberté d’expression et de conscience, l’égalité entre les femmes et les hommes, la dignité de la personne humaine, la devise et les symboles de la République»[L 1],[256].
- Attribution d’un titre de séjour pour les victimes des « marchands de sommeil », pendant la durée de la procédure pénale[L 2].
- Titres de séjour, à la discrétion du préfet, pour les travailleurs des métiers en tension. Mesure prenant fin le 31 décembre 2026[L 3]. Ce dispositif « permet l’admission exceptionnelle au séjour d’un étranger justifiant d’une expérience professionnelle salariée dans un métier en tension d’au moins douze mois, consécutifs ou non, au cours des vingt-quatre derniers mois, de trois ans de résidence en France et de l’absence de mention au casier judiciaire »[343].
- Titres de séjour portant la mention « talent-salarié qualifié » [L 4] ou « talent-profession médicale et de la pharmacie »[L 5] d'une durée maximale de quatre ans.
- Interdiction du statut d'autoentrepreneur aux étrangers ressortissants de pays hors UE / EEE / Suisse, sauf titre de séjour les autorisant à exercer sous ce statut[L 6]. Contrat jeune majeur inaccessible pour ceux ayant fait l'objet d'une OQTF[L 7].

### Asile
- Réunification des guichets pour enregistrer et traiter de façon accélérée les demandes d’asile, avec la création des pôles territoriaux « Espaces France Asile » permettant l'enregistrement du demandeur d'asile par la préfecture, l'ouverture de droits par l'OFII et la demande auprès de l'OFPRA[L 8].
- Ajout à l'article L751-10[L 9] de circonstances motivant la rétention administrative des demandeurs d'asile dublinés[L 10]. Le retrait et le refus des conditions matérielles d'accueil deviennent obligatoires si les conditions sont réunies[L 11]. La demande d'asile est clôturée si l'étranger quitte l'hébergement qui lui était proposé sans motif légitime[L 12] (auraparavant cela entraînait l'arrêt des conditions matérielles d'accueil[339]).
- Réforme de la Cour nationale du droit d’asile[L 13]: instauration du jugement par un juge unique au lieu de trois juges précédemment et décentralisation de la CNDA en plusieurs chambres territoriales[260],[261]

### Éloignement
- Suppression des protections contre l’expulsion pour certains étrangers : légalisation des expulsions d’étrangers condamnés pour des crimes et délits punis de trois ans d’emprisonnement ou plus et constituant une menace grave à l’ordre public, et des étrangers condamnés pour des faits commis contre un ascendant ou un élu[L 14],[L 15]. Extension des possibilités de recourir à l’interdiction de territoire.
- Légalisation des obligations de quitter le territoire français (OQTF) visant toutes les catégories d’étrangers jusqu’ici protégés par l'Article L611-3[L 16], sauf les mineurs, qui restent protégés[L 17].
- Fichage des mineurs non accompagnés suspectés d'infraction[L 18].
- Les peines d'emprisonnement pour non-respect de certaines mesure d'exécution de l'éloignement (assignations à résidence) sont complétées d'amendes[L 19].
- Systématisation des OQTF pour les étrangers à qui on a refusé l’asile[L 20].
- Le délai entre deux placements en centres de rétention administrative peut être réduit à 48h au lieu de 7 jours[L 21].
- Interdiction de placer des mineurs en centre de rétention administrative (CRA)[L 22] (mettant fin à des pratiques qui ont valu plusieurs condamnations de la France par la CEDH[43],[273]). L’interdiction concerne aussi l’enfermement administratif dans les locaux de rétention administrative[344]. Cette disposition ne s’appliquera à Mayotte qu’à partir de 2027[L 23].
- Dispositions relatives à l'outre-mer (articles 80 à 85). Retenue pour contrôle d'identité en Guyane portée à 8 h (comme à Mayotte) contre 4 h en métropole[L 24].

### Contentieux
- Simplification du contentieux relatif à l'entrée, au séjour et à l'éloignement des étrangers (Articles 72 à 79). Le nombre de procédures contentieuses types est réduit de 12 à 3[255]. Cette simplification s'inspire d'un rapport du Conseil d'État sur le sujet en 2020[345].

## Décisions du Conseil constitutionnel  sur le fond
En réponse à une demande de référendum d'initiative partagée faite par Les Républicains, et cherchant à proposer des mesures censurées dans la loi  immigration (notamment la restriction de l’accès aux prestations sociales des étrangers), le Conseil constitutionnel se prononce sur le fond en avril 2024, estimant que cette requête est contraire au préambule de la Constitution de 1946,, notamment deux alinéas qui « impliquent la mise en œuvre d’une politique de solidarité nationale en faveur des personnes défavorisées ».
En mai 2025, le Conseil constitutionnel déclare inconstitutionnel une partie de l'article L. 523-1 du CESEDA, dans sa rédaction issue de la loi du 26 janvier 2024, qui prévoyait le placement en rétention d'un demandeur d’asile sur la base d’une simple menace à l’ordre public, sans que l'étranger ne fasse l’objet d’une mesure d’expulsion ou d’une interdiction du territoire.

## Application
Le lendemain de la décision du Conseil constitutionnel, Gérald Darmanin transmet aux préfets ses instructions. Il leur demande notamment de procéder à l'expulsion des personnes dont les protections viennent d'être supprimées, de cesser le placement en rétention des familles avec mineurs, d'« organiser la régularisation des étrangers travaillant dans les métiers en tension », et de mener « des contrôles spécifiques dans les secteurs particulièrement sujets à l’emploi d’étrangers sans titre de séjour et contre les marchands de sommeil proposant des logements insalubres ou indignes, et pour vérifier la régularité du séjour des étrangers exerçant en tant qu’autoentrepreneurs ». Trois autres circulaires publiées le 5 février concernent le placement en CRA des mineurs, les expulsions d'étrangers délinquants, et les filières d'exploitation.
La disposition sur la régularisation des travailleurs dans les métiers en tension, à l'essai sur la période 2024-2026, est décrite dans une circulaire datée du 5 février. Les conditions requises sont trois ans de présence en France, douze fiches de paye à mi-temps au moins dans un métier en tension et l’occupation actuelle d’un de ces métiers, listés par arrêté ministériel. Les dossiers doivent être instruits dans les trois mois, un temps très bref comparé aux autres procédures de régularisation. Les préfectures n'ont pas à faire remonter de statistiques, contrairement aux décisions d'expulsion. Le Monde note en juin 2024 une application très hétérogène de cette mesure : certaines préfectures ont déjà accordé des titres de séjour métiers en tension ; mais dans plusieurs départements, le délai de 90 jours n'est pas tenu ; et certaines préfectures, comme celle de Seine-Saint-Denis, n'offrent toujours pas la possibilité de faire la demande. La liste des métiers en tension dans chaque région n'a pas changé depuis 2021, sauf en mars 2024 avec l'ajout de métiers liés à l'agriculture, dans le contexte du mouvement des agriculteurs.
Une dizaine de décrets d'application sont publiés par le ministre démisionnaire Gérald Darmanin en juillet 2024,. Quelques jours avant, le JDD avait annoncé  la « suspension » de la loi immigration avant de se rétracter.
En octobre 2024, la liste des métiers en tensions concernés par la loi n'avait pas encore été précisée, (elle devrait l'être fin février 2025, mais à cette date faisait encore l'objet de discussions; elle est publiée en mai 2025), mais le nouveau ministre de l'Intérieur Bruno Retailleau (LR) annonce qu'une nouvelle loi serait débattue début 2025, afin notamment de durcir les conditions de rétention administrative, contre l'avis des macronistes. Le 23 janvier 2025, Bruno Retailleau abroge la circulaire Valls de 2012 sur l'admission exceptionnelle au séjour et envoie aux préfets un nouveau texte régissant l’accès à la régularisation des étrangers sans titre de séjour. Il leur demande de favoriser la régularisation des travailleurs dans les métiers en tension (prévue par la loi Darmanin 2024) à celles des personnes au titre de leur vie personnelle et familiale en France, qui était majoritaire, et pour qui les critères d’admission au séjour sont durcis : présence d’au moins sept ans en France, et maitrise du français. Le refus de régularisation est dorénavant « systématiquement » assorti d’une OQTF,.
L'obligation d'avoir un niveau minimum de maîtrise du français (A2 pour la carte pluriannuelle, B1 pour la carte de résident, selon les définitions du cadre européen commun de référence pour les langues) est ajoutée à titre expérimental à partir du 1er juillet 2025 ; la loi la prévoyait à partir du 1er janvier 2026.

## Documents

### Textes officiels
- François-Noël Buffet, « Rapport d'information » [PDF], sur senat.fr, 10 mai 2022
- Conseil d'État, « Référé suspension », janvier 2023
- Gouvernement, « Projet de loi pour contrôler l’immigration, améliorer l’intégration. NOR : IOMV2236472L/Bl » [PDF], 1er février 2023[42]
- Le Conseil d'État, « Avis sur un projet de loi pour contrôler l’immigration, améliorer l’intégration », sur Conseil d'État, 1er février 2023 (consulté le 3 décembre 2023)
- Sénat, « Nouvelle version du texte, issue de la commission des lois du Sénat : Projet de loi n°434 (2022-2023), résultant des amendements adoptés en commission des lois du Sénat le 15 mars 2023. », sur senat.fr, mars 2023
- Commission mixte paritaire, « Projet de loi pour contrôler l’immigration, améliorer l’intégration » [PDF], sur www.assemblee-nationale.fr, 19 décembre 2023
- Saisines et décision du Conseil constitutionnel
  - Emmanuel Macron, « 2023-863 DC » [PDF], 26 décembre 2023
  - Présidente de l'Assemblée nationale, « 2023-863 DC » [PDF], 26 décembre 2023
  - Plus de soixante députés, « 2023-863 DC » [PDF], 26 décembre 2023
  - Plus de soixante sénateurs, « 2023-863 DC » [PDF], 27 décembre 2023
  - Conseil constitutionnel, « Décision n° 2023-863 DC du 25 janvier 2024 », sur www.conseil-constitutionnel.fr, 25 janvier 2024
  - Conseil constitutionnel, « Décision n° 2024-6 RIP du 11 avril 2024 », sur www.conseil-constitutionnel.fr, 11 avril 2024
  - Conseil constitutionnel, « Décision n° 2025-1140 QPC du 23 mai 2025 », 23 mai 2025
- Version finale de la loi, Loi n° 2024-42 du 26 janvier 2024 pour contrôler l'immigration, améliorer l'intégration
- Circulaires (instructions aux préfets) 
  - Gérald Darmanin, « Loi pour contrôler l'immigration, améliorer l'intégration » [PDF], sur www.interieur.gouv.fr, 26 janvier 2024 (consulté le 28 janvier 2024)
  - Gérald Darmanin, « Expulsion et éloignement des étrangers délinquants » [PDF], sur aefinfo.info, 5 février 2024
  - Gérald Darmanin, « Fin du placement en rétention des étrangers mineurs » [PDF], sur aefinfo.info, 5 février 2024
  - Gérald Darmanin, « Lutte contre les filières d'exploitation (instructions aux préfets) » [PDF], sur aefinfo.info, 5 février 2024
  - Gérald Darmanin, « Circulaire du 14 juillet 2024 relative à la simplification des règles du contentieux de l’entrée, du séjour et de l’éloignement » [PDF], sur gisti, 07/14/2024
  - Gérald Darmanin, « Circulaire relative à l’admission au séjour des ressortissants étrangers justifiant d’une expérience professionnelle salariée dans des métiers en tension » [PDF], sur gisti, 5 février 2024
- Décrets d'application
  - Décret n° 2024-828 du 16 juillet 2024 Pôles territoriaux « France asile » et modification la procédure de demande d’asile. Ce texte contient deux erreurs, corrigées par le Décret n° 2024-828 du 16 juillet 2024 (rectificatif).
  - Décret n° 2024-815 du 12 juillet 2024 Protection au titre de l’asile dont bénéficie un demandeur d’asile dans un autre État membre de l’UE
  - Décret n° 2024-814 du 9 juillet 2024 Emploi d’étrangers non autorisés à travailler
  - Décret n° 2024-813 du 8 juillet 2024 Assignation à résidence ou rétention des demandeurs d’asile
  - Décret n° 2024-812 du 8 juillet 2024 OQTF contre demandeur d’asile si refus OFPRA/CNDA
  - Décret n° 2024-811 du 8 juillet 2024 Contrat d’engagement à respecter les principes de la République[256]
  - Décret n° 2024-800 du 8 juillet 2024 Organisation et procédure applicable devant la CNDA, Cour nationale du droit d’asile (application de l’art. 70 de la loi)[377]
  - Décret n° 2024-810 du 6 juillet 2024 Traitement automatisé « France-Visas »
  - Décret n° 2024-809 du 5 juillet 2024 CMAs. le décret vise à renforcer le dispositif de refus ou de cessation des conditions matérielles d’accueil et à supprimer le recours administratif préalable obligatoire à l'encontre des décisions de refus des conditions matérielles d'accueil.
  - Décret n° 2024-808 du 5 juillet 2024 Expulsion et assignation à résidence. Ce texte contient plusieurs erreurs, corrigées par le Décret n° 2024-808 du 5 juillet 2024 (rectificatif)
  - Décret n° 2024-799 du 2 juillet 2024 Simplification des règles du contentieux (application du titre VII de la loi). Voir aussi la Circulaire du 14 juillet 2024 relative à la simplification des règles du contentieux de l’entrée, du séjour et de l’éloignement.
  - « Recours contre les décrets », septembre 2024.
- « Arrêté fixant la liste des métiers et zones géographiques caractérisés par des difficultés de recrutement en application de l'article L. 414-13 du code de l'entrée et du séjour des étrangers et du droit d'asile », 21 mai 2025.

#### Articles de loi
1. ↑  « Article 46 »
2. ↑  « Article 55 »
3. ↑  « Article 27 »
4. ↑  « Article 30 »
5. ↑  « Article 31 »
6. ↑  « Article 29 »
7. ↑  « Article 44 »
8. ↑  « Article 62 »
9. ↑  « Article L751-10 du CESEDA »
10. ↑  « Article 51 »
11. ↑  « Article 66 »
12. ↑  « Article 63 »
13. ↑  « Article 70 »
14. ↑  « Article 7 »
15. ↑  « Article 35 »
16. ↑  « Article L611-3 du CESEDA »
17. ↑  « Article 37 »
18. ↑  « Article 39 »
19. ↑  « Article 52 »
20. ↑  « Article 64 »
21. ↑  « Article 43 »
22. ↑  « Article 40 »
23. ↑  « Article 86 »
24. ↑  « Article 83 »

### Historiques des versions
- GISTI, « Projet de loi asile & immigration, la future « réforme Darmanin » du Ceseda », sur gisti.org, 2022-2023
- « Projet de loi pour contrôler l’immigration, améliorer l’intégration », sur politique.pappers.fr
- « Immigration et intégration (PJL) - La loi en construction (tableau historique du PJL comparant les versions initiale, Sénat, CDL de l'Assemblée nationale, CMP) », sur www.senat.fr (consulté le 26 décembre 2023).

### Analyses
- François Héran, Immigration : le grand déni, Seuil, la République des idées, 3 mars 2023, 128 p. (ISBN 978-2-02-153114-5, lire en ligne)[378]
- Défenseur des droits, « Avis 23-02 du 23 février 2023 relatif au projet de loi pour contrôler l’immigration, améliorer l’intégration », 23 février 2023 (consulté le 22 mars 2023)[87],[88]
- Nassira El Moaddem, « La loi immigration, "une victoire de l'idéologie sur les faits" », sur Arrêt sur images, 22 décembre 2023 (consulté le 4 janvier 2024)
- Commission nationale consultative des droits de l'homme, « Avis sur la loi du 26 janvier 2024 pour contrôler l'immigration, améliorer l'intégration (A - 2024 - 7) », 26 septembre 2024, publié au JORF n°0240 du 9 octobre 2024

### Ce que change la loi
- Fédération des acteurs de la solidarité, « DÉCRYPTAGE Loi pour contrôler l’immigration, améliorer l’intégration » [PDF], 5 février 2024
- Groupe d'information et de soutien des immigrés, « En bref, ce que change la loi immigration 2024 » [PDF], sur gisti.org, juillet 2024
- Syndicat de la Juridiction Administrative, « OQTF: comparatif avant / après loi immigration 2024 (tableau non exhaustif) » [PDF], 20 mars 2024
- Groupe d'information et de soutien des immigrés, Droit des étrangers en France: ce que change la loi du 26 janvier 2024, mars 2025 (ISBN 978-2-38287-221-5, lire en ligne)

### Autres textes législatifs
Ce projet de loi s'inscrit dans une longue liste de législations sur ce même thème adoptées au cours des dernières décennies :
- Loi du 10 septembre 2018 pour une immigration maîtrisée, un droit d'asile effectif et une intégration réussie
- Loi du 7 mars 2016 relative au droit des étrangers en France
- Loi du 29 juillet 2015 relative au droit d'asile
- Loi du 16 juin 2011 relative à l'immigration, à l'intégration et à la nationalité
- Loi du 20 novembre 2007 relative à la maîtrise de l'immigration, à l'intégration et à l'asile
- Loi du 24 juillet 2006 relative à l'immigration et à l'intégration